# Karin Seick
Karin Seick (* 11. November 1961 in Winsen (Luhe)) ist eine ehemalige deutsche Schwimmerin.

## Werdegang
1978 gewann die von Trainer Peter Niehoff betreute Karin Seick in Berlin den ihren ersten deutschen Meistertitel über 100 Meter Schmetterling mit deutschem Rekord. Bei den Weltmeisterschaften an gleicher Stelle schwamm sie in ihrer Paradedisziplin auf den 4. Platz. 1982 erhielt Seick aus den Händen des Bundespräsidenten die höchste sportliche Auszeichnung, das Silberne Lorbeerblatt. Sie feierte ihren größten Erfolg bei den Olympischen Spielen 1984 in Los Angeles, als sie die Silbermedaille über 4-mal 100 Meter Lagen sowie Bronze über 4-mal 100 Meter Freistil und 100 Meter Schmetterling gewann.
Karin Seick war auf dem Höhepunkt ihrer Karriere Mitglied der SG Wiste, einer Startgemeinschaft der Klubs in Winsen (Luhe) und Stelle. 1987 wechselte sie zur SG Hamburg. Dort stellte sie am 10. Februar 1990 den Vereinsrekord auf der 25-Meter-Bahn über 100 Meter Freistil mit einer Zeit von 0:55,61 min auf. Während sie beim Hamburger Schwimmverband als Nachwuchstrainerin tätig war, betrieb Seick zusätzlich weiterhin Leistungssport und nahm an Wettkämpfen teil. 1992 bemühte sie sich vergeblich, den Sprung in die deutsche 4-mal-100-Meter-Freistilstaffel für die Olympischen Sommerspiele in Barcelona zu schaffen. Bei der Norddeutschen Meisterschaft 1992 gewann Seick mit der Staffel der SG Hamburg den Titel und wurde im Einzel über 100 Meter Freistil Zweite.
Im Jahr 1992 kehrte sie als Seniorenschwimmerin zur SG Wiste zurück und gewann zusammen mit Claudia Lipski (vormals Döhrmann) jeweils vier Titel bei den Landesseniorenmeisterschaften. Bei den Weltmeisterschaften der Masters 2000 in München gewann Seick viermal Gold. Bei den Deutschen Meisterschaften 2006 in Dresden errang sie wiederum mehrere Titel und bezwang dabei wiederholt ihre Rivalin Barbara Gellrich.
Beruflich wurde Seick für ein Unternehmen tätig, das Nahrungsergänzungsmittel vertreibt. Als Schwimmtrainerin betreute sie Jugendliche beim Eisenbahner Turn- und Sportverein Altona-Eidelstedt.

### Sportlicher Steckbrief
- 1972: Beginn mit gezieltem Training im Winsener Schwimmverein
- 1975: Aufnahme in den Jugendnationalkader des Deutschen Schwimm-Verbandes
- 1976: Jugendeuropameisterschaft
- 1976: A-Nationalmannschaft
- 1982: Verleihung des Silbernen Lorbeerblattes durch den Bundespräsidenten[2]
- 1991: Inoffizieller Austritt aus der A-Nationalmannschaft

## Teilnahme an Wettkämpfen

### Olympische Spiele (Qualifikation und Teilnahme)
- 1976: Montreal; Verzicht von Eltern und Trainer (zu jung)
- 1980: Moskau; Verzicht des NOK wegen Afghanistan-Konflikts
- 1984: Los Angeles;
  - 1 × 2. Platz 4 × 100 m Lagen
  - 2 × 3. Platz 4 × 100 m Freistil und 100 m Schmetterling
- 1988: Seoul;
  - 1 × 7. Platz 4 × 100 m Freistil

### Weltmeisterschaften (Qualifikation und Teilnahme)
- 1978: Berlin
  - 4 × 4. Platz 4 × 100 m Freistil und Lagen, 100 m Freistil, 100 m Schmetterling
- 1982: Guayaquil
  - 5. Platz 4 × 100 m Freistil
- 1986: Madrid
  - 2 × 6. Platz 4 × 100 m Lagen und 4 × 100 m Freistil
- 1991: Perth
  - 2. Platz 4 × 100 m Freistil

### Europameisterschaften (Qualifikation und Teilnahme)
- 1981/1985: 2 × 2. Platz 4 × 100 m Freistil
- 1977/1981/1983/1985: 6 × 3. Platz 100 m Schmetterling, 4 × 100 m Freistil und 4 × 100 m Lagen

### Weiteres
- 18 deutsche Meistertitel über 100 m Schmetterling und 100 m Freistil
- 24 deutsche Rekorde 100 m Schmetterling und 100 m Freistil
- Seit 1993 aktiv bei den Deutschen Seniorenmeisterschaften
  - 1994: 5-fache Deutsche Seniorenmeisterin mit 4 Europarekorden (AK 30)
  - 1995: 5-fache Deutsche Seniorenmeisterin mit 2 Europarekorden (AK 30)
  - 1996: 7-fache Deutsche Seniorenmeisterin und insgesamt 2 Welt- und 14 Europarekorde (AK 35)
  - 1997: 2-fache Deutsche Seniorenmeisterin mit Europarekord und 2 deutschen Rekorden in Staffeln (AK 35)
  - 1998: 3-fache Deutsche Seniorenmeisterin mit 1 Europarekord (AK 35)
  - 2000: 4-fache Weltmeisterin über 50 m und 100 m Freistil, 100 m Rücken, 100 m Schmetterling in München (AK35)

Stand nach Auswertung der Rekordliste Masters 2001:
- 7 Europarekorde Kurzbahn, 10 Europarekorde Langbahn (AK 30 +35)
- 8 DSV-Rekorde Kurzbahn, 16 DSV-Rekorde Langbahn (AK 30-35)